# Königshütte (Harz)

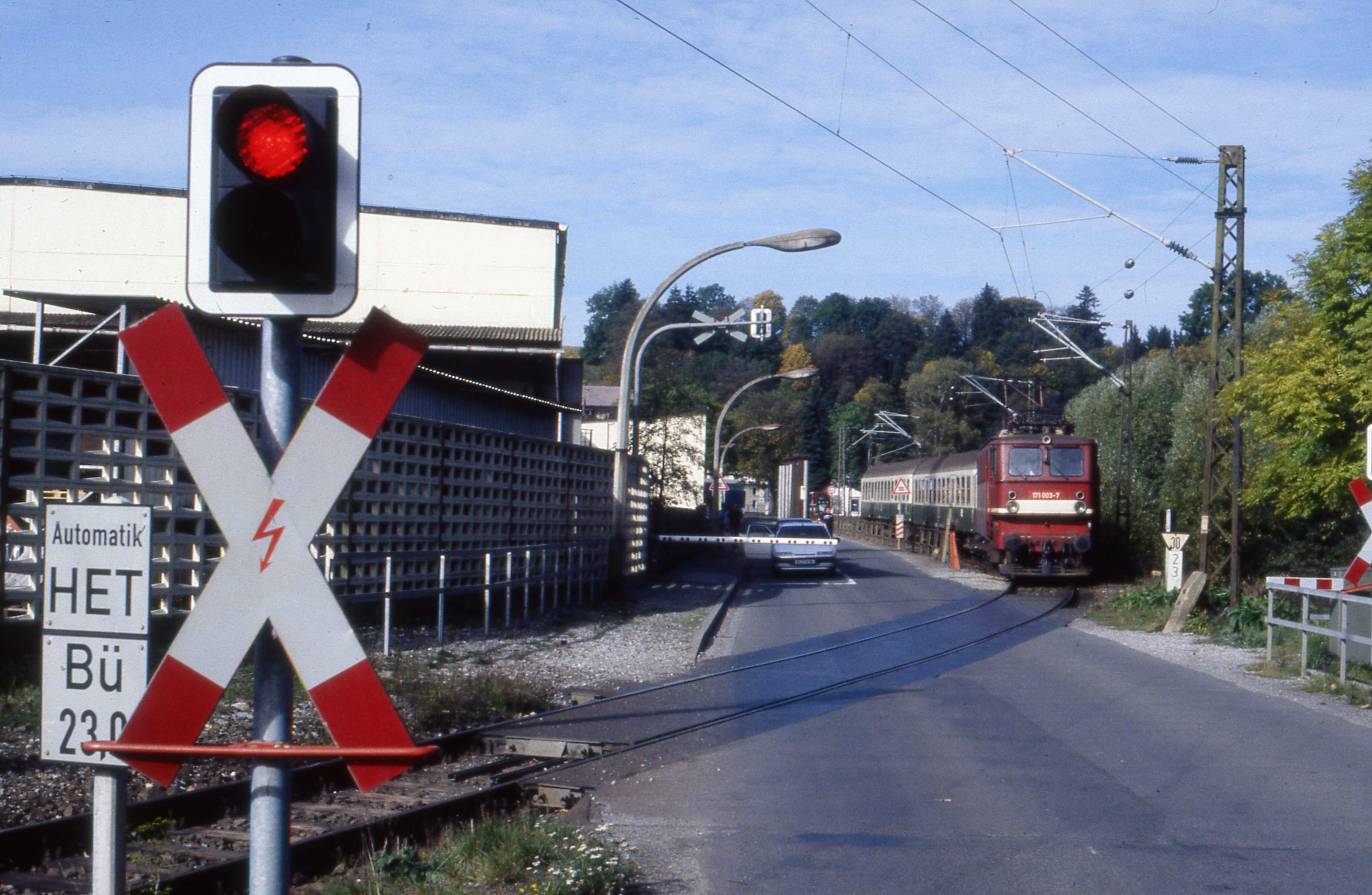
Einfahrt der Rübelandbahn in den Bahnhof Königshütte, 1995

Königshütte (Harz) ist ein Ortsteil der Stadt Oberharz am Brocken im Landkreis Harz in Sachsen-Anhalt. Im Ort leben etwa 600 Einwohner (2011).

## Geografische Lage
Königshütte liegt an der Bundesstraße 27 im Harz, von der in der Ortsmitte eine Landstraße nach Tanne (Harz) abzweigt. Unmittelbar unterhalb des Ortes unter der Ruine Königsburg fließen Kalte und Warme Bode zusammen und bilden die Bode, die zunächst in die Talsperre Königshütte und weiter nach Rübeland fließt.
Königshütte ist eine der Stationen auf dem Harzer Hexenstieg. Dieser führt u. a. vorbei am früheren Standort der Trogfurther Brücke.

## Geschichte
Die Anfänge der Besiedlung im Gebiet des Zusammenflusses von Kalter und Warmer Bode und die erste urkundliche Erwähnung einer Siedlung reichen bis in die Zeit von Heinrich I. zurück. Im Jahre 935 wurde in der Nähe eine Jagdpfalz Bodfeld erwähnt. Das Forstgebiet Bodfeld überließ Heinrich II. im Jahre 1009 dem Kloster Gandersheim im Rahmen eines Tausches.
Die Königsburg südwestlich unterhalb des Katzenbergs wurde im Jahr 1312 als "castrum Königshof" erstmals urkundlich erwähnt, als Bischof Albrecht von Halberstadt die Burg vom Knappen Heinrich von Botvelde käuflich erwarb. Nach einer weiteren Erwähnung im Jahr 1324 wurde 1614 lediglich der Bergfried zum Königshoffe erwähnt, der ab dem Jahre 1709 nur noch als Königsburg bezeichnet wurde. Damals war die Anlage bereits zur Ruine zerfallen.

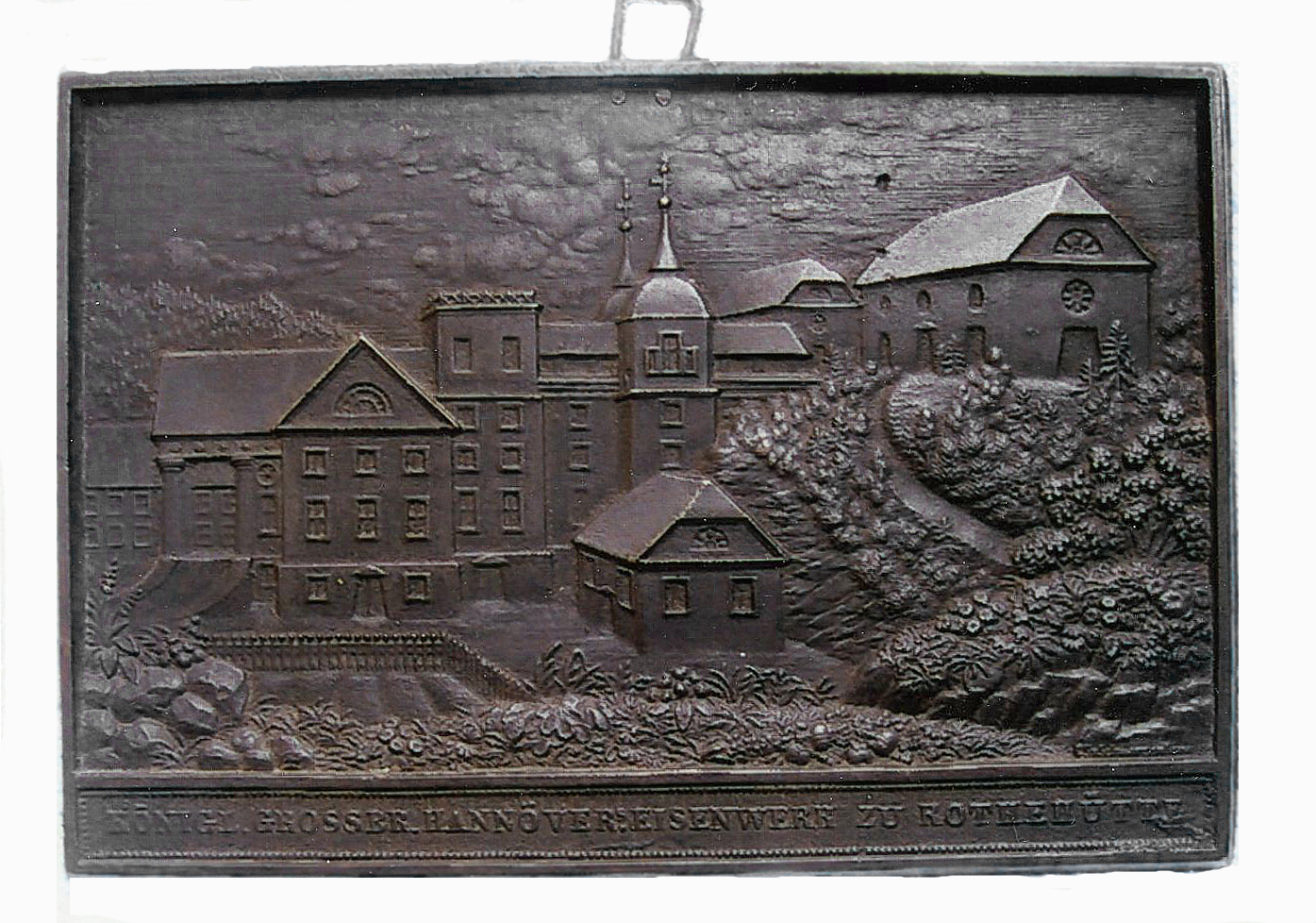
Königlich Großbritannisches Hannöversches Eisenwerk zu Rothehütte;
Reliefbild Gusseisen, gegossen etwa zwischen 1820 und 1850; heute im Oberharzer Bergwerksmuseum

Ende des 14. Jahrhunderts entstanden mit der Erzverhüttung im Tal der Bode zahlreiche kleine Hütten, wie auch die Rothe Hütte, was auf die Verhüttung von Roteisenstein zurückgeht. Ein gleichnamiges Dorf entstand am Papenberg. Aufgrund der Zugehörigkeit zum Besitz des Stifts Gandersheim gehörten Königshof und Rothehütte zum Amt Elbingerode, welches wiederum ab 1705 zum Kurfürstentum Hannover gehörte. Beide Orte unterstanden zwischen 1807 und 1813 dem Königreich Westphalen, sie waren in den Kanton Elbingerode im Distrikt Blankenburg des Departements der Saale eingegliedert. Durch die Bestimmungen des Wiener Kongresses kamen die Orte des Amts Elbingerode im Jahr 1814 als Exklave zum Königreich Hannover, das 1866 als Provinz Hannover in das Königreich Preußen eingegliedert wurde. Im Zuge der Einführung der Kreisverfassung 1885 ging das Amt Elbingerode im Kreis Ilfeld auf, welcher bei seiner Auflösung am 1. Oktober 1932 der preußischen Provinz Sachsen zugeordnet wurde. Seitdem gehörten Königshof und Rothehütte wie ihre Nachbarorte Elbingerode und Elend zum Landkreis Wernigerode im Regierungsbezirk Magdeburg, der ab 1944 in der Provinz Magdeburg lag. Die kirchliche Zugehörigkeit zur Evangelisch-lutherischen Landeskirche Hannovers endete erst mit der Auflösung des Konsistorialbezirks Ilfeld und dessen Eingliederung in die Evangelische Kirche der Kirchenprovinz Sachsen am 1. Januar 1982.
Die Gemeinde Königshütte entstand durch die Zusammenlegung von Königshof und Rothehütte am 1. April 1936. Rothehütte war insbesondere als Standort mehrerer Eisenhüttenwerke bekannt, so der Neuen Hütte und von Lüdershof. Nach der Auflösung Preußens gehörte Königshütte ab 1945 zur Sowjetischen Besatzungszone, seit 1947 zum Land Sachsen-Anhalt und seit 1952 zum Kreis Wernigerode im Bezirk Magdeburg. Seit 1990 gehörte der Ort zum sachsen-anhaltischen Landkreis Wernigerode, der im Jahr 2007 im Landkreis Harz aufging. Königshütte hatte seit 1886 über die Rübelandbahn Eisenbahnanschluss bis Blankenburg (Harz). Nachdem zuerst nur der Personenverkehr auf dem elektrifizierten Abschnitt Elbingerode–Königshütte am 30. Mai 1999 eingestellt wurde, erfolgte am 31. August 2000 die endgültige Stilllegung des Streckenabschnitts bis Königshütte.
Die bis dahin selbstständige Gemeinde wurde am 1. Januar 2004 in die Stadt Elbingerode (Harz) eingemeindet. Mit der Auflösung der Stadt Elbingerode (Harz) und Gründung der Stadt Oberharz am Brocken am 1. Januar 2010 wurde Königshütte ein Ortsteil der Stadt Oberharz am Brocken.

## Sehenswürdigkeiten
- Heimatstube
- Königshütter Wasserfall
- Naturschutzgebiet Bockberg
- Talsperre Königshütte
- Mandelholztalsperre
- Ruine Königsburg
- Ruine der Andreaskirche an einem Wanderweg in Richtung Elbingerode
- Ackertklippe mit Aussicht bis zum Brocken

## Gedenkstätten

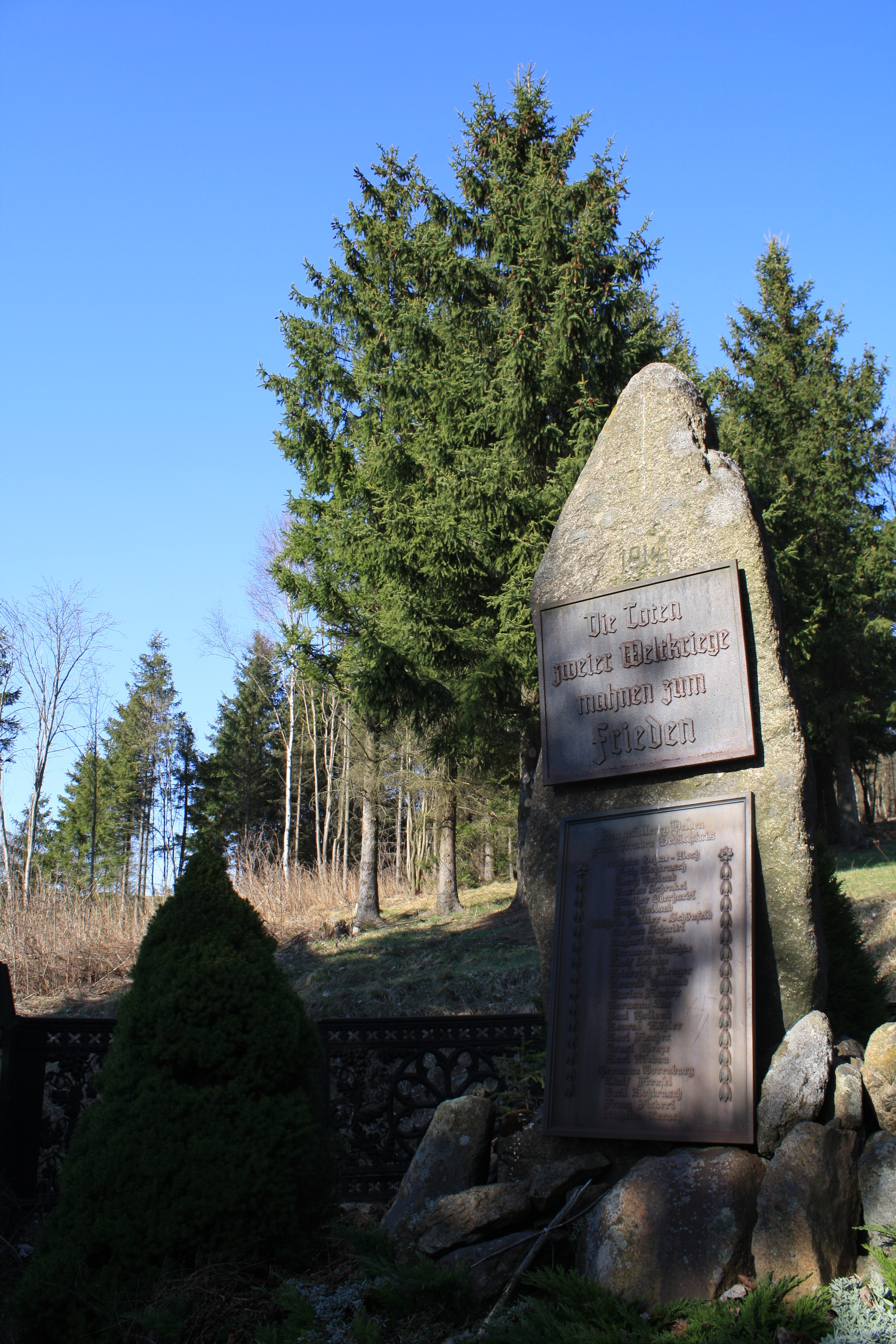
Das Kriegerdenkmal am Klingenberg

- Denkmal für den Forstwissenschaftler Wilhelm Pfeil
- Grabstätten auf dem Ortsfriedhof für zwei sowjetische und eine holländische Person, die während des Zweiten Weltkrieges nach Deutschland verschleppt und Opfer von Zwangsarbeit wurden
- Kriegerdenkmal für die Gefallenen Soldaten beider Weltkriege

## Persönlichkeiten
- Friedrich Carl Ludwig Koch (1799–1852), Unternehmer